# Pandanus aprilensis
Pandanus aprilensis är en enhjärtbladig växtart som beskrevs av Harold St.John. Pandanus aprilensis ingår i släktet Pandanus och familjen Pandanaceae. Inga underarter finns listade.